# Клодоалдо
Клодоа́лдо Тава́рис ди Санта́на (порт.-браз. Clodoaldo Tavares de Santana; род. 26 сентября 1949, Аракажу, Сержипи, Бразилия) — бразильский футболист, выступавший на позиции полузащитника. Чемпион мира 1970 года в составе сборной Бразилии. Обладал большим талантом, но не смог полностью его раскрыть из-за тяжёлой травмы.

## Биография
Родился в городе Аракажу, административном центре штата Сержипи.
Начал профессиональную карьеру в 1966 году в клубе «Сантос», сильнейший на тот момент клуб Лиги Паулиста, где блистали в те годы Пеле, Карлос Алберто Торрес, Жозе «Пепе» Масия, Жилмар и другие великие игроки. Клодоалдо практически сразу пробился в основной состав «Сантоса», занял позицию опорного полузащитника, он одинаково хорошо играл и в нападении, и в защите, отличался хорошим дриблингом, раздавал много голевых передач.
В годы футбольной юности Клодоалдо «Сантос» выиграл три розыгрыша Лиги Паулиста подряд (1967, 1968, 1969). Затем команда несколько сдала свои позиции, за время игры в ней Клодоалдо были выиграны ещё два розыгрыша (1973, 1978), но былого доминирования более не наблюдалось. Великое поколение 1960-х постепенно уходило, а равноценной замены ему не было. «Сан-Паулу», «Палмейрас», «Коринтианс» оказывались впереди в первенстве штата Сан-Паулу (также один титул выиграла скромная «Португеза Деспортос», разделив его в 1973 году как раз с «Сантосом»).
В 1968 году в составе «Сантоса» Клодоалдо выиграл Суперкубок межконтинентальных чемпионов и Кубок Робертао (турнир-предшественник чемпионата Бразилии).
12 июня 1969 года дебютировал в сборной Бразилии в победном (2:1) матче против англичан. И в клубе, и в сборной Клодоалдо играл под пятым номером. В том же 1969 году он стал капитаном «Сантоса».
На Чемпионате мира 1970 года провёл все шесть матчей. Забил один гол — в полуфинале против Уругвая, сравняв счёт в конце первого тайма (до того бразильцы проигрывали после гола Луиса Кубильи); в итоге бразильцы выиграли тот матч 3:1 благодаря голам Жаирзиньо и Ривелино. В итоге бразильцы на том турнире выиграли все матчи и стали чемпионами мира. В финале они разгромили со счётом 4:1 итальянцев, утомлённых после тяжелейшего полуфинального овертайма, отличились Пеле, Жаирзиньо, Жерсон и Карлос Алберто. Клодоалдо, надёжный опорный хавбек, оказывал неоценимую помощь товарищам по команде как в защите, так и в нападении, став одним из лучших игроков первенства.
Перед самым ЧМ-1974 Клодоалдо получил тяжёлую травму. Стоял вопрос о возможном завершении карьеры, но Клодоалдо всё же смог вернуться в строй. Впрочем, уровень его игры после этого несколько упал, в сборную же Бразилии, пропустив тот неудачный (4-е место) мундиаль, он более не приглашался — последним его матчем за «селесао» стала товарищеская встреча с греками 28 апреля 1974 года.
В 1979 году, после 14-ти сезонов, проведённых в составе «Сантоса», 30-летний хавбек покинул клуб. Новый 1980 год он начал в США, в клубе NASL «Тампа-Бэй Раудис». Команда заняла первое место в Восточном дивизионе Американской конференции, а в плей-офф вылетела в 1/4 финала, проиграв «Сан-Диего Сокерз».
Свой последний сезон в большом футболе, сезон 1981 года Клодоалдо провёл на родине, в клубе «Насьонал», Манаус, штат Амазонас. Команда, явно доминировавшая в откровенно слабом первенстве этого штата, выиграла его в очередной раз. По окончании же того сезона Клодоалдо в возрасте 32 лет повесил бутсы на гвоздь.
Дважды, оба раза — в течение недолгого времени, тренировал «Сантос» — сначала в 1979 году, в качестве играющего тренера в свой последний сезон за эту команду, а затем в 1982 году, оба раза каких-либо особых успехов он не достигал.

## Достижения
«Сантос»
- Чемпион Бразилии (обладатель Кубка Робертао) (1): 1968
- Чемпион Лиги Паулиста (первенства штата Сан-Паулу) (5): 1967, 1968, 1969, 1973, 1978
- Обладатель Кубка Независимости Бразилии (1): 1972
- Победитель Суперкубка Межконтинентальных чемпионов (1): 1968

«Насьонал» (Манаус, Амазонас)
- Чемпион штата Амазонас: 1981

Сборная Бразилии
- Чемпион мира 1970 года
- Обладатель Кубка Рока: 1971